# Piston (sculpteur)
Pour les articles homonymes, voir Piston.
Piston est un sculpteur grec actif au début du IIIe siècle av. J.-C..

## Biographie
Selon Pline, il était un collaborateur du sculpteur de bronze Teisikrates. Ce dernier était un élève d'Euthycrate, un disciple de Lysippe, et aurait créé des statues impossibles à distinguer de celles de Lysippe. Pour Teisikrates, Piston a créé une figure féminine qui a été placée dans un bige fabriqué par Teisikrates. En outre, Pline rapporte que Piston a créé des statues d'Arès et d'Hermès, qui se trouvaient à l'époque de Pline dans le temple de la Concorde à Rome.
En 1889, Maximilian Mayer associa la sculpture d'Arès de Piston à la statue d'Arès Ludovisi. Camillo Praschniker, sans doute indépendamment de Mayer, parvint lui aussi à cette conclusion en 1922, suivi par Carl Watzinger. Mais cette opinion n'a pas pu s'imposer, car on ne sait rien d'autre du style artistique de Piston.
Praschniker voulait également attribuer à l'œuvre de Piston L'Hermès assis de la villa des Papyrus à Herculanum, aujourd'hui au Musée archéologique national de Naples (numéro d'inventaire NM 5625). Malgré toutes les incertitudes, cette proposition n'a pas été totalement rejetée,.